# Hadewig
Hadewig of Hadewijch is een meisjesnaam.
Het is een tweestammige Germaanse naam. De eerste stam is hade-, dat "strijd" betekent. De tweede stam is mogelijk wîf ("vrouw") en de naam betekent dan zoveel als "strijdster". Het tweede lid zou ook afgeleid kunnen zijn van het Oudfriese "wîch" dat ook "strijd" betekent, waardoor de naam dan tweemaal "strijd" oplevert.
Varianten of afleidingen van de naam zijn onder andere: Hadewich, Hadewij, Hadewyn, Hadewych, Hadewieg, Hadewiech, 
Hedwig en Hedwich. De Poolse variant is Jadwiga', afgekort Jadja.

## Bekende naamdraagsters
- Hadewijch, middeleeuwse schrijfster
- Hadewych Minis, actrice
- Hedwig (Jadwiga) van Polen, koningin van Polen